# Discestra bifida
Discestra bifida là một loài bướm đêm trong họ Noctuidae.